# Aliscans
Pour l’article ayant un titre homophone, voir Alyscamps.

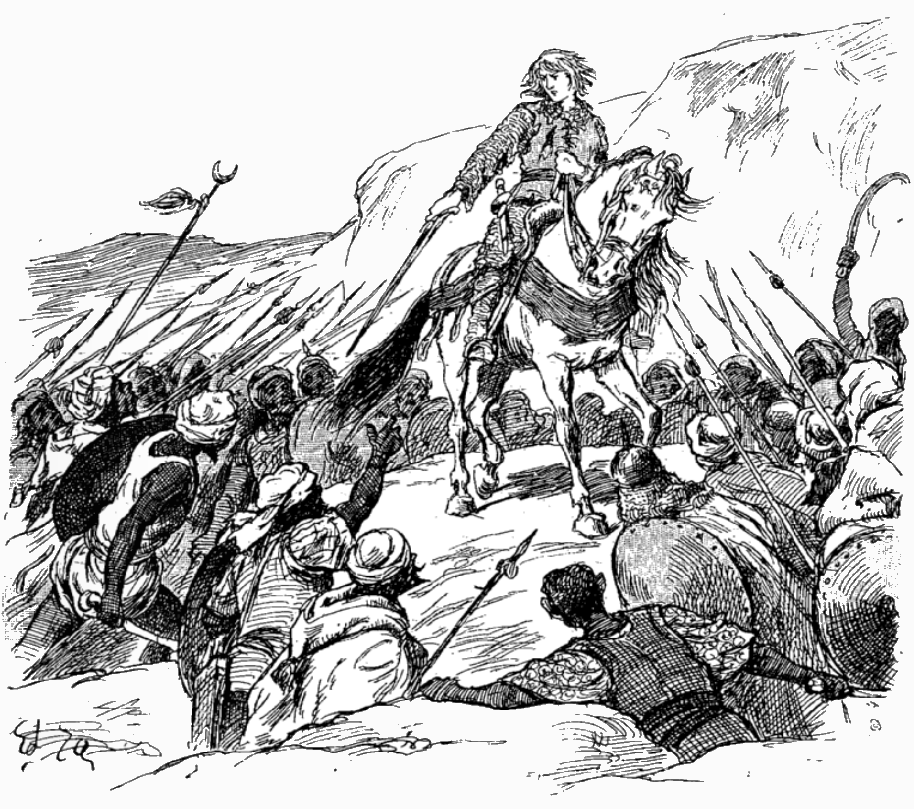
Illustration d'Édouard Zier représentant Vivien à Aliscans, pour le livre Futurs chevaliers de Noémi Balleyguier.

Aliscans, ou Aleschans selon les manuscrits, est une chanson de geste de la fin du XIIe siècle écrite en ancien picard et rattachée au cycle de Guillaume d'Orange à l'intérieur de la Matière de France. Elle a pour thème central une terrible bataille qui se déroule dans un lieu appelé « Aliscans », situé dans le sud de la France, entre les armées chrétiennes et sarrasines. Son personnage principal est Guillaume d'Orange, inspiré du véritable Guillaume de Gellone, comte de Toulouse né vers 750/755 et mort vers 814.

## L'Œuvre
Aliscans conte l'histoire désastreuse de la bataille fictive d'Aliscans en France, opposant les armées chrétiennes aux armées païennes (il s'agit en fait des Sarrasins) au cours de laquelle Vivien, le neveu de Guillaume d'Orange est tué. Après cette défaite terrible pour les Français, Guillaume parcourt le royaume pour réunir des troupes. Il parviendra finalement à vaincre les armées sarrasines lors d'une seconde bataille également à Aliscans.
Cette histoire est également racontée, sous une forme moins développée, à l'intérieur d'une autre chanson de geste plus ancienne : La Chanson de Guillaume (Chançun de Willame), redécouverte au début du XXe siècle. Et elle est certainement la source du poème Willehalm (en) de Wolfram von Eschenbach, qui raconte la même histoire
Ce poème appartient au Cycle de Guillaume d'Orange. Il est écrit en picard et comporte environ 8000 vers décasyllabes. Il a été composé vers 1180-1190 et nous a été conservé dans treize manuscrits, tandis que deux autres manuscrits en contiennent des fragments.
On peut facilement discerner trois parties dans l'œuvre, la première correspond à la bataille d'Aliscans qui s'achève par la terrible défaite des chevaliers francs et la mort tragique de Vivien, la seconde comprend le retour de Guillaume à Orange et sa difficile quête pour mettre sur pied une nouvelle armée, la troisième raconte la victoire éclatante de Guillaume aidé par Rénouard. Cette troisième partie tranche par son ton parfois comique par rapport aux deux premières parties qui sont particulièrement sombres et souvent empreintes de désespoir. Le passage de la mort de Vivien, en compagnie de son oncle Guillaume, est particulièrement long ; il s'étale sur plus de 250 vers durant lesquels Guillaume déclame un planctus (complainte) pendant que son neveu agonise près de lui. Les blessures de Vivien sont décrites dans le récit avec des détails souvent insoutenables : il a été éventré et il soutient lui-même ses propres entrailles.
Le caractère désespéré du poème est renforcé par la multiplication du récit de la défaite et de la mort des chevaliers chrétiens. Ces événements sont tout d'abord décrits en temps réel, puis racontés par Guillaume à chaque étape de son périple.
La plus ancienne édition imprimée a été réalisée en 1854 par l'historien néerlandais Willem Joseph Andreas Jonckbloet (1817, La Haye - 1885, Wiesbaden), connu pour son travail sur la poésie médiévale.
Aliscans est précédée d'une autre chanson de geste, La Chevalerie Vivien, qui lui sert de prologue. En effet Aliscans commence en plein milieu d'une bataille et La Chevalerie Vivien permet d'expliquer ce qui provoque cette bataille et la fureur des combattants.
Dans Aliscans les héros ne sont plus les surhommes qu'ils sont dans les autres chansons de geste. Ainsi Vivien entraîne les troupes françaises au désastre et il est tué par ses ennemis, tandis que Guillaume est contraint de fuir et d'abandonner sur le terrain le cadavre de son neveu. Guillaume doit même subir l'humiliation d'être implicitement traité de lâche par son épouse Guibourc. Le roi Louis, fils héritier de Charlemagne, se révèle ingrat et réticent à aider Guillaume à qui il doit tant. En revanche, les femmes, Guibourc et Hermengard (la mère de Guillaume), apparaissent courageuses et combatives, tandis qu'Aëlis, la nièce de Guillaume, montre sa sagesse lorsqu'elle essaye d'obtenir le pardon de son oncle envers sa mère, la reine Blanchefleur. Aëlis fait même preuve de noblesse en étant prête à sacrifier sa vie pour ce pardon.

## Le toponyme «Aliscans»

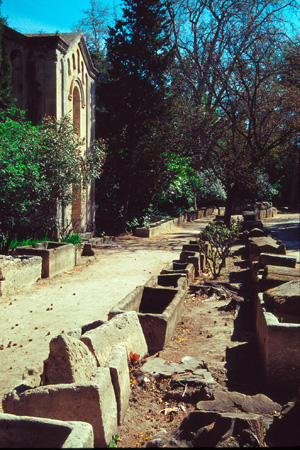
Les Alyscamps à Arles dans les Bouches-du-Rhône.

Il n'y a pas de certitude sur le lieu que représente le toponyme « Aliscans ». Ce toponyme correspond peut-être à la nécropole d'Alyscamps à Arles (que l'étymologie rapproche des « champs Élysées »), mais le linguiste occitan Robert Lafont le situe plutôt à Narbonne. Le lieu est situé à proximité immédiate de la mer, en effet on trouve par exemple « Aliscans sur mer » ou « devers la mer » (mais le mot « mer » désigne peut-être un fleuve comme le Rhône). D'ailleurs le poète écrit que les Sarrasins arrivent par bateaux. Les Grecs ayant colonisé tout le pourtour de la Méditerranée, ayant fondé entre autres cités Marseille vers 600 av. J.-C., on pourrait rapprocher ce toponyme du verbe aliskomai / ἁλίσκομαι (aliskesthai / ἁλίσκεσθαι à l'infinitif présent), qui signifie être saisi, tomber aux mains de, être pris (se dit de personnes ou de villes assiégées). L'archéologie et l'histoire ancienne pourraient corroborer cette hypothèse étymologique.
On trouve également « L'Archant » ou « Larchant » (également orthographié « L'Archamp » à quelques occasions) dans les différents manuscrits, sans que l'on sache si ce terme désigne le même lieu  qu'Aliscans. Il convient de noter que dans l'unique manuscrit connu de la Chanson de Guillaume (plus ancien que ceux d'Aliscans), le lieu de la bataille est appelé « L'Archamp » ou « Larchamp ». Selon la  philologue belge Rita Lejeune (1906-2009), il pourrait s'agir d'une partie d'Aliscans et « Archant » désignerait en fait un espace aride.

## L'histoire
Selon les manuscrits disponibles, le récit présente quelques différences.
Le poème commence par la description de la terrible bataille d'Aliscans qui oppose dix mille combattants français, emmenés par Vivien, le neveu de Guillaume d'Orange, face aux armées sarrasines très nettement plus nombreuses qui arrivent par bateaux. Les tout premiers vers donnent le ton sinistre de la défaite qui va être relatée :
Les vers suivants listent les noms des chevaliers français qui vont s'illustrer au combat, Bertrand, Gaudin le brun, Guichart, Guielin, Guinemant, Girard de Blaives, Gautier de Toulouse, Hunaut de Saintes, Foulques (ou Fouchier ou Hugues ou Huon) de Melan et, enfin, Vivien, le neveu de Guillaume :
Vivien a juré de ne jamais reculer d'un pas devant les Sarrasins et il mène, aux côtés des chevaliers chrétiens, un combat inégal qui ne peut se terminer que par un désastre pour eux. Guillaume d'Orange recherche son neveu au milieu de la bataille, il le retrouve finalement juste à temps pour assister à sa mort. Vivien a été horriblement blessé par le géant sarrasin Haucebier, et Guillaume dépose sa dépouille sanguinolente entre deux boucliers qui feront office de cercueil. La bataille d'Aliscans est une défaite pour les Français, mais Guillaume d'Orange, habillé avec les vêtements d'un Sarrasin qu'il a tué, réussit à échapper au massacre et à rejoindre fourbu sa ville d'Orange. Il est tellement méconnaissable qu'il est obligé de faire preuve d'un acte de bravoure face à une centaine de païens pour que Guibourc, son épouse, lui ouvre les portes de la ville.
Guillaume parcourt le royaume pour mobiliser, difficilement, la chevalerie française. Il arrive à Laon où le luxe et l'insouciance de la cour royale contrastent avec les épreuves qu'il a vécues. Le roi Louis qu'il a aidé à accéder au trône pour succéder à Charlemagne et qui est marié avec sa sœur Blanchefleur, se montre ingrat envers lui en étant réticent à lui mettre des troupes à disposition. Cette ingratitude entraîne la colère de Guillaume :
Il ira jusqu'à menacer de tuer sa propre sœur. Ce sont les interventions d'Hermengarde, la mère de Guillaume, et d'Aélis, la fille de Blanchefleur, qui calmeront Guillaume et convaincront le roi de mobiliser deux cent mille hommes à son service.
Parmi les combattants qui se joignent à Guillaume, se trouve le géant Renouard, fruste mais à la force exceptionnelle, et qui est juste armé d'un tinel (sorte de gros bâton utilisé par les porteurs d'eau pour porter les seaux). Alors qu'il était enfant, Renouard a été enlevé par des marchands puis vendu au roi de France. Il est en fait le fils du roi sarrasin Desramé (Abd-el-Rahman) et le frère de Guibourc, l'épouse de Guillaume d'Orange. Devenu chrétien, il est le plus terrible des guerriers qui vont accompagner Guillaume et c'est lui qui permettra aux Français de gagner la seconde bataille d'Aliscans, au cours de laquelle il tue Haucebier, vengeant ainsi la mort de Vivien. Renouard occit également son propre frère Valegrape, qu'il reconnaît pourtant au cours de leur duel, mais qui refuse d'embrasser la foi chrétienne (chap. CXLII), et d'un coup de tinel inflige le même sort, dans un autre duel, à son propre père le roi Desramé (chap. CLV). Finalement Renouard épousera Aélis.

## Les personnages
- Guillaume d'Orange : inspiré du véritable comte de Toulouse Guillaume de Gellone, c'est un des fils d'Aymeri de Narbonne. Fidèle lieutenant de l'empereur Charlemagne et protecteur de son héritier Louis, il est le héros de plusieurs chansons de geste.
- Vivien : c'est le fils de Garin d'Anséune, lui-même frère de Guillaume d'Orange. Outre Aliscans, il est le héros des chansons de geste Les Enfances Vivien et Le Covenant Vivien. Lorsqu'il a été adoubé chevalier par son oncle Guillaume, Vivien a juré devant Dieu de ne jamais reculer d'un pas devant les « Sarrasins, Esclavons et Turcs ». Vivien s'avérera un guerrier intraitable animé à la fois par la haine qu'il porte à ses ennemis, l'amour qu'il porte aux siens, notamment sa tante Guibourc, et sa ferveur envers la religion chrétienne. Il apparait capable d'une cruauté paraissant sans limites, notamment dans la chanson de geste Le Covenant Vivien qui précède Aliscans. Sa propre mort au cours de la bataille d'Aliscans semble lui importer bien moins que le respect de son serment ou de ce qu'il pense être son honneur.
- Renouard (ou Rainouart) : c'est un géant qui travaille aux cuisines du roi Louis. Personnage fruste, il est doté d'une force herculéenne et s'avère être un combattant remarquable lorsqu'il rejoint l'armée mise sur pied par Guillaume d'Orange. Renouard a été enlevé par des marchands dans sa jeunesse puis vendu au roi de France. On découvrira qu'il est en fait le fils du roi sarrasin Desramé et le propre frère de la princesse Orable qui s'est convertie au christianisme sous le nom de Guibourc et a épousé Guillaume d'Orange ; une typique scène de reconnaissance se déroule ainsi entre Guibourc et son frère (Aliscans, chap. CLXXIX-CLXXX, v. 7830-7866).
- Guibourc : c'est la femme de Guillaume d'Orange ; sa rencontre avec son futur époux est racontée dans la chanson de geste Les Enfances Guillaume.
- Le roi Louis : il s'agit de Louis le Pieux, le fils de Charlemagne, qui est devenu roi d'Aquitaine puis empereur d'Occident sous le titre de Louis Ier ; dans les chansons de geste il est toujours désigné comme le « roi Louis » ou « l'empereur ». Dans Le Couronnement de Louis (Coronement Looïs), c'est Guillaume d'Orange qui lui permet de succéder à Charlemagne en déjouant les machinations des traitres.
- Blanchefleur : une des sœurs de Guillaume d'Orange, elle a épousé le roi Louis.
- Aélis : elle est la fille de Blanchefleur et du roi Louis.

## Les manuscrits connus

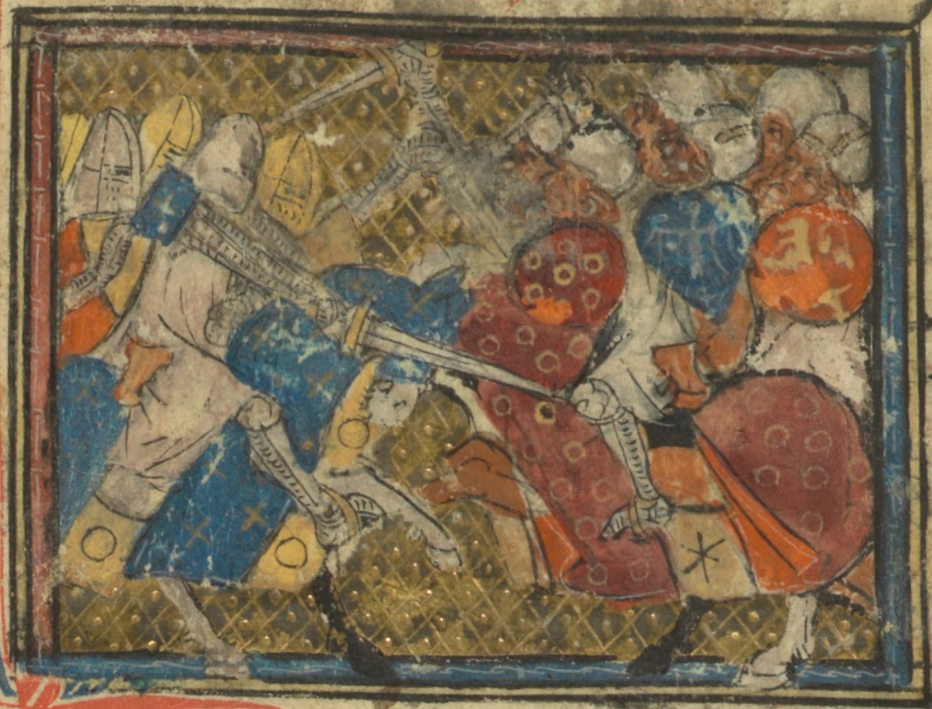
Illustration sur le manuscrit 24369, au recto du feuillet 197, au début de la chanson de geste Aliscans.

Les manuscrits connus qui contiennent le texte de Aliscans sont les suivants,: 
- ars : Paris, Arsenal, 6562, manuscrit endommagé et incomplet composé de 273 feuillets, Aliscans est située du folio 1 au folio 118 (verso)
- A1 : Paris, BNF, fr. 774, deux colonnes par page, 40 vers par colonne, milieu du XIIIe siècle, Aliscans est située du folio 81 (recto) au folio 98 (verso), la chanson est incomplète à son commencement et à sa fin
- A2 : Paris, BNF, fr. 1449, deux colonnes par page, 40 vers par colonne, milieu du XIIIe siècle, Aliscans est située du folio 92 (recto) au folio 142 (verso), la chanson est incomplète à son commencement
- A3 : Paris, BNF, fr. 368, trois colonnes par page, 50 vers par colonne, première moitié du XIVe siècle, Aliscans est située du folio 189 (verso, colonne 3) au folio 218 (recto, colonne 3)
- A4 : Milan, bibliothèque Trivulziana 1025, deux colonnes par page, 40 vers par colonne, dernier tiers du XIIIe siècle
- B1 : Londres, British Library, Royal 20 D XI, traits picards, trois colonnes par page, 53 vers par colonne, début du XIVe siècle, Aliscans est située du folio 134 au folio 184
- B2 : Paris, BNF, fr. 24369 (anciennement connu sous la nomenclature La Vallière 23), deux colonnes par page, 44 vers par colonne, début du XIVe siècle, Aliscans est située du folio 195 au folio 240 (verso), lire en ligne sur Gallica
- C : Boulogne-sur-Mer, Bibliothèque municipale, picard 192, deux  colonnes par page, 40 vers par colonne, daté du 16 avril 1295, Aliscans est située du folio 93 (recto) au folio 140
- D : Paris, BNF, fr. 1448, deux colonnes par page, 42 à 45 vers par colonne, troisième ou dernier quart du XIIIe siècle, Aliscans est située du folio 216 (recto) au folio 272 (recto)
- E : Berne, Burgerbibliothek, 296
- F : Paris, BNF, fr. 2494, Aliscans est située du folio 1 (recto) au folio 165 (verso)
- M : Venise, Biblioteca nazionale Marciana, fr. VIII, ne contient que le poème Aliscans
- Paris, BNF, fr. n.a. 934 (fragment)

Aliscans est également présent sur des fragments d'un manuscrit (Fr. O. v. XIV. 6), conservés à la bibliothèque nationale de Russie à Saint-Pétersbourg.
La plupart des manuscrits contiennent également d'autres chansons de geste du cycle de Guillaume, Aliscans y est alors située entre la Chevalerie Vivien et la Bataille Loquifer.

## Les éditions imprimées
- Aliscans, texte établi par Claude Régnier, présentation et notes de Jean Subrenat, traduction revue par Andrée et Jean Subrenat, Honoré Champion, 2007  (ISBN 978-2-7453-1645-5), texte du manuscrit BNF fr. 1449 (de la famille A)
- Mourir aux Aliscans : "Aliscans" et la légende de Guillaume d'Orange, études réunies par Jean Dufournet, Champion, 1993  (ISBN 2-85203-709-2)
- Aliscans, chanson de geste du XIIIe siècle renouvelée par C. Chacornac, bois originaux d'Yves Lanore, éditions Fernand Lanore, 48 rue d'Assas, Paris, 1933? 253.p.